# Myxineidus
Myxineidus gononorum
Genre
Espèce
Myxineidus est un genre éteint de myxines préhistoriques. Il n'est représenté que par une seule espèce, Myxineidus gononorum, qui a été trouvée dans le Konservat-Lagerstätte du Carbonifère supérieur du puits Saint-Louis à Montceau-les-Mines, en Saône-et-Loire, en France.

## Systématique
Le genre Myxineidus et l'espèce Myxineidus gononorum ont été décrits en 2001 par les paléontologues français Cécile M. Poplin (d), Daniel Sotty (d) et Philippe Janvier,.

## Description
L'holotype de Myxineidus gononorum, qui porte la référence MNHN-SOT-II 98587, est un animal complet dont la longueur totale est d'environ 17 cm .
Une analyse complémentaire, menée par Damien Germain (d) en 2014, émet un doute quant au fait que cette espèce soit une myxine et penche plutôt en faveur d'une lamproie. De fait, considérée comme une lamproie, cet animal serait plus en accord avec le milieu aquatique d'eau douce généralement admis pour Montceau-les-Mines.

## Étymologie
Le nom générique, Myxineidus, est la combinaison de Myxin[e] et de eidus, latinisé du grec ancien εíδoς, eidos, « aspect extérieur », et fait référence à l'aspect général de cette espèce.
L'épithète spécifique, gononorum, a été donnée en l'honneur de la famille Gonon qui a beaucoup contribué à la fouille du bassin de Montceau-les-Mines.

## Publication originale
- Cécile Poplin, Daniel Sotty et Philippe Janvier, « Un Myxinoïde (Craniata, Hyperotreti) dans le Konservat-Lagerstätte Carbonifère supérieur de Montceau-les-Mines (Allier, France) », Comptes rendus de l'Académie des sciences. Série 2. Fascicule a, Sciences de la terre et des planètes, vol. 332, no 5,‎ mars 2001, p. 345-350 (ISSN 1251-8050 et 1778-4107, DOI 10.1016/S1251-8050(01)01537-3, lire en ligne).